# Jeff Bingaman
Jesse Francis "Jeff" Bingaman Jr. (ur. 3 października 1943 w El Paso, Teksas) – amerykański polityk, senator ze stanu Nowy Meksyk w latach 1983–2013 (wybrany w 1982 i ponownie w 1988, 1994, 2000 i 2006), członek Partii Demokratycznej.
Zdobył piątą kadencję w wyborach, które odbyły się 7 listopada 2006. Jego przeciwnikiem z Partii Republikańskiej był Allen McCulloch. W 2012 nie ubiegał się o reelekcję.